# James Chatham Duane

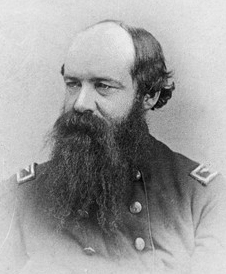
James C. Duane

James Chatham Duane (* 10. Juni 1824 in Schenectady, Schenectady County, New York; † 8. Dezember 1897 in New York City) war ein Brigadegeneral der United States Army. Er war unter anderem Kommandeur des United States Army Corps of Engineers.
James Duane war ein Sohn des gleichnamigen James Duane und dessen Frau Harriet Constable. Sein ebenfalls gleichnamiger Urgroßvater (1733–1797) war Mitglied im Kontinentalkongress und Bürgermeister von New York City. Der jüngste Duane besuchte die öffentlichen Schulen seiner Heimat, einschließlich des dortigen Union Colleges.
In den Jahren 1844 bis 1848 durchlief er die United States Military Academy in West Point. Nach seiner Graduation wurde er als Leutnant den Pionieren (Engineers) zugeteilt. In der Armee durchlief er anschließend alle Offiziersränge vom Leutnant bis zum Brigadegeneral.
In seinen jüngeren Jahren absolvierte er den für Offiziere in den niederen Rangstufen üblichen Dienst in verschiedenen Pioniereinheiten und Standorten in den Vereinigten Staaten. Als Pionier (Engineer) gehörten der Hochwasserschutz, der Ausbau von Hafenanlagen und deren militärischer Verteidigung, Flussregulierungen sowie der Bau von Schleusen und Stauwerken, Kanälen und Leuchttürmen zu seinem Aufgabenbereich.
In den Jahren 1852 bis 1854 war er als Dozent für das Pionierwesen an der Militärakademie in West Point tätig. In den Jahren 1857 und 1858 war er am Utah-Krieg beteiligt und anlässlich der Amtseinführung von Präsident Abraham Lincoln am 4. März 1861 führte er eine Pioniereinheit, die an dieser Zeremonie beteiligt war. Im anschließenden Amerikanischen Bürgerkrieg war er zunächst an verschiedenen Standorten für die Errichtung von Pontonbrücken und anderen Pionierbauwerken zuständig. Von 1863 bis 1865 leitete er die Pioniertruppen der Army of the Potomac. Dabei nahm er bis Kriegsende an vielen Schlachten und Gefechten teil.
Nach dem Krieg kommandierte Duane von 1866 bis 1868 den Bezirk Willets Point bei New York City der Pioniere (Engineers). Auch der Hafen dieser Stadt gehörte zu seinem Bezirk. Anschließend war er bis 1886 an verschiedenen Standorten entlang der Nordostküste der Vereinigten Staaten Leiter der jeweiligen Pionierbezirke. Dabei ging es unter anderem um den Ausbau der Verteidigungsanlagen von Häfen und den Bau von Leuchttürmen. Von 1884 bis 1886 stand er zudem dem Board of Engineers vor.
Im Oktober 1886 erhielt James Duane als Nachfolger von John Newton das Kommando über das gesamte Corps of Engineers, das er bis Juni 1888 ausübte. In diese Zeit fielen unter anderem Arbeiten am Ausbau des Mündungsarms Southwest Pass des Mississippi Rivers.  
Nach der Amtsübergabe an Thomas Lincoln Casey schied Duane aus dem aktiven Militärdienst aus. In der Folge wurde er Beauftragter der Stadt New York City für das Croton Aqueduct. Dieses Aquädukt war ein wichtiger Bestandteil der damaligen Wasserversorgung der Stadt. Im Jahr 1862 veröffentlichte Duane das literarische Werk Manual for Engineer Troops. 
Der seit 1850 mit Harriet Whitehorne Brewerton (1830–1914) verheiratete Offizier starb am 8. Dezember 1897 in New York City und wurde auf dem Vale Cemetery in seinem Geburtsort Schenectady beigesetzt.